# Bruchhausen (Ettlingen)
Pour les articles homonymes, voir Bruchhausen.

Bruchhausen fait partie de la ville d'Ettlingen en Allemagne (Bade-Wurtemberg).
Il est situé environ 2 km au sud du centre ville d'Ettlingen et possède environ 5 000 habitants.
Depuis 1962, Bruchhausen est jumelé avec Fère-Champenoise.